# Habte Giyorgis Dinagde
Fitawrari Habte Giyorgis Dinagde (amárico:  ሀብተ ጊዮርጊስ ዲነግዴ) (Sudoeste de Xoa, c. 1851 — Adis Abeba, 8 de dezembro de 1926) também conhecido por Abba Mechal, foi um comandante militar etíope e oficial do governo que, entre vários outros cargos, serviu como Presidente do Conselho de Ministros e como Ministro da Guerra durante os reinados de Menelique II, Iyasu V e Haile Selassie, este último atuando enquanto regente ao longo do reinado da Imperatriz Zauditu. Ele também foi Shum ou Governador de Borena, Jibat e Mecha.

## Origem

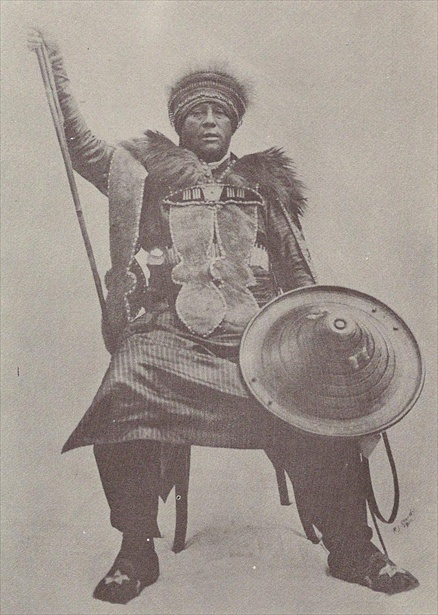
Habte Giyorgis vestindo uma armadura tradicional dos Shewa

Habte Giyorgis Dinagde nasceu em Čabo, um distrito no Sudoeste de Xoa, na fronteira com a região povoada pelos Gurage. Por isso, alguns historiadores o colocam enquanto pertencente ao grupo ético dos Gurage, enquanto outros apontam que ele faria parte, na verdade, do grupo étnico dos Oromas. Ele foi treinado na arte da guerra e mais tarde promovido a um alto posto no exército do Império Etíope sob o imperador Menelique II.

## Carreira Militar
Habte Giyorgis desempenhou um papel de liderança em várias batalhas importantes da história da Etiópia. Em uma das expedições de Menelique II, no início da década de 1890, Habte Giyorgis foi elevado de soldado ao posto de tenente devido a sua bravura e talento. Ele participou de muitas batalhas, incluindo a Batalha de Aduá, após a qual, em outubro de 1896, Habte Giyorgis foi nomeado Ministro da Guerra depois que Fitawrari Gabayahu Gurmu (Abba Gora) foi morto durante a disputa.

## Conquista de Borena

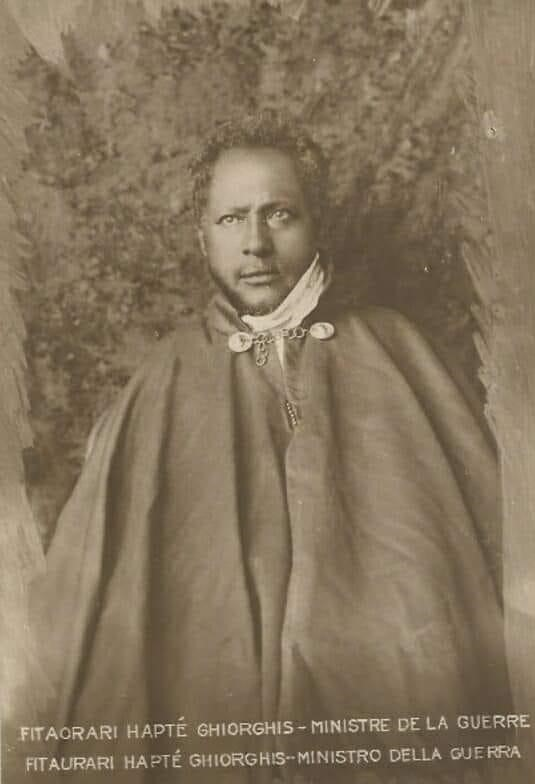
Habte Giyorgis como Ministro da Guerra

Durante a expansão do Império Etíope promovido por Menelique II, entre 1897 e 1898, Habte Giyorgis foi designado para subjugar a região de Borena. Após reunir um exército de 15.000 homens, ele partiu para Borena em junho de 1897 vindo do Sudoeste de Xoa. No dia 31 de julho, o seu exército chegou a um lugar chamado Sogida, onde construíram um forte.
O Abba Gadaa de Borena, o equivalente a um Chefe de Governo no sistema democrático usado pelo povo Oroma, Addi Doyyo, pressionado pelo conselho da assembleia local dos Gadaa, decidiu submeter-se ao exército de Habte Giyorgis para evitar a guerra.
Após sua campanha bem-sucedida em Borena, Menelique fez de Habte Giyorgis Shum, o equivalente a Governador, de Borena, acrescentando as províncias de Shewan, de Mecha e de Jibat como recompensa.

## Golpe de 1910
Em 27 de outubro de 1909, Menelique II sofreu um grave derrame, pelo que não pôde mais reinar e indiretamente as suas funções passaram a ser exercidas pela Imperatriz Taitu. Ela começou a tomar decisões em nome do Imperador e tentou reforçar o seu poder através da nomeação de favoritos e parentes para a maioria das posições de destaque e influência na corte, irritando seus rivais.
Por conta disso, a Imperatriz Taitu sofreu um golpe e foi instalado um conselho de regência – do qual a imperatriz foi excluída – formado em março de 1910 e presidido por Habte Giyorgis.

## Presidente do Conselho de Ministros
De 1910 a 1926, Habte Giyorgis foi Ministro-Chefe (equivalente a Primeiro-Ministro) do Conselho de Ministros do Imperador da Etiópia. E participou ativamente da vida política, especialmente durante o período de disputa pela sucessão do Imperador Menelique II.
Em 1913, após a morte de Menelique II, o seu neto e herdeiro presuntivo Iyasu V, que jamais chegou a ser coroado, teve seu direito à sucessão contestado por sua tia, Zauditu, que era, também, sobrinha da Imperatriz Taitu. Isto fez com que Zauditu fosse retirada do palácio real e levada ao exílio em suas possessões nas terras de Falle.
Após alegações de que teria se convertido ao Islã, Iyasu V passou a ser contestado pela nobreza Etíope, de maioria Ortodoxa, o que endureceu a disputa pelo trono e reforçou as reinvindicações de Zauditu.

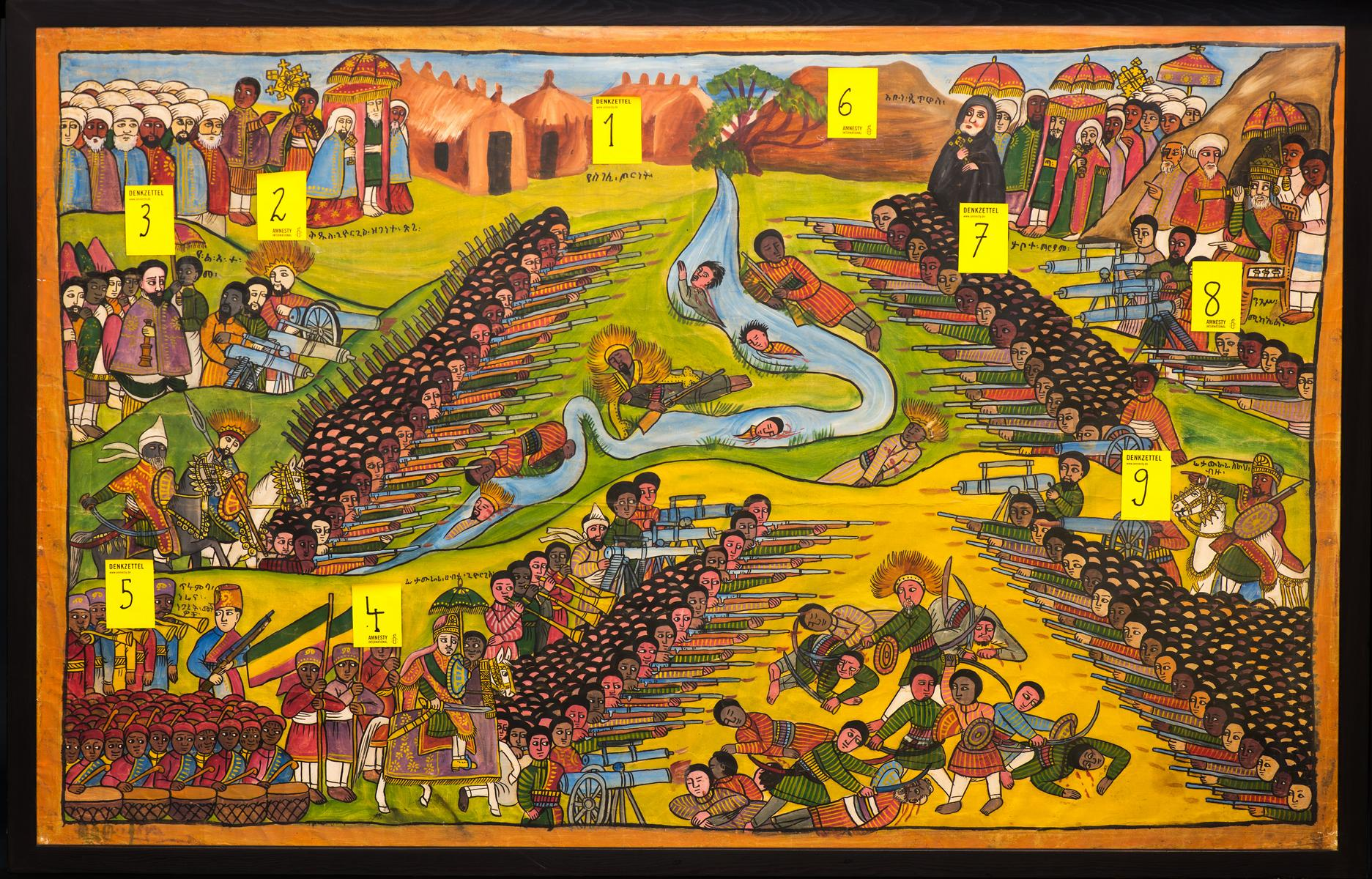
Batalha de Segale

Então, a nobreza etíope, sob a liderança de Habte Giyorgis, reuniu-se na capital e acusou Iyasu V de apostasia, alegando que ele havia se convertido ao Islã e, portanto, perdido o direito à coroa imperial. O Arcebispo Copta Abuna Mattheos X, após alguma hesitação, foi convencido a liberar a nobreza de seu juramento de lealdade, sendo Iyasu V declarado deposto do trono e excomungado da Igreja. Após isso, a assembleia de nobres nomeou Zauditu como Imperatriz da Etiópia, e Dejazmatch Tafari Makonnen foi elevado ao título de Rás e feito herdeiro do trono.
Iyasu V enviou um exército para atacar Adis Abeba, que foi confrontado em Mieso e recuou. Seu pai, Negus Mikael de Wollo, inicialmente hesitou em apoiar as reivindicações do filho, mas depois marchou para o sul de Dessie com 80.000 soldados. Em 27 de outubro de 1916, Negus Mikael foi derrotado na Batalha de Segale pelas tropas lideradas por Habte Giyorgis. Iyasu V chegou a Ankober na manhã da batalha com alguns milhares de seguidores leais e, depois de testemunhar a derrota e morte de seu pai, fugiu em direção à fronteira da Eritreia.

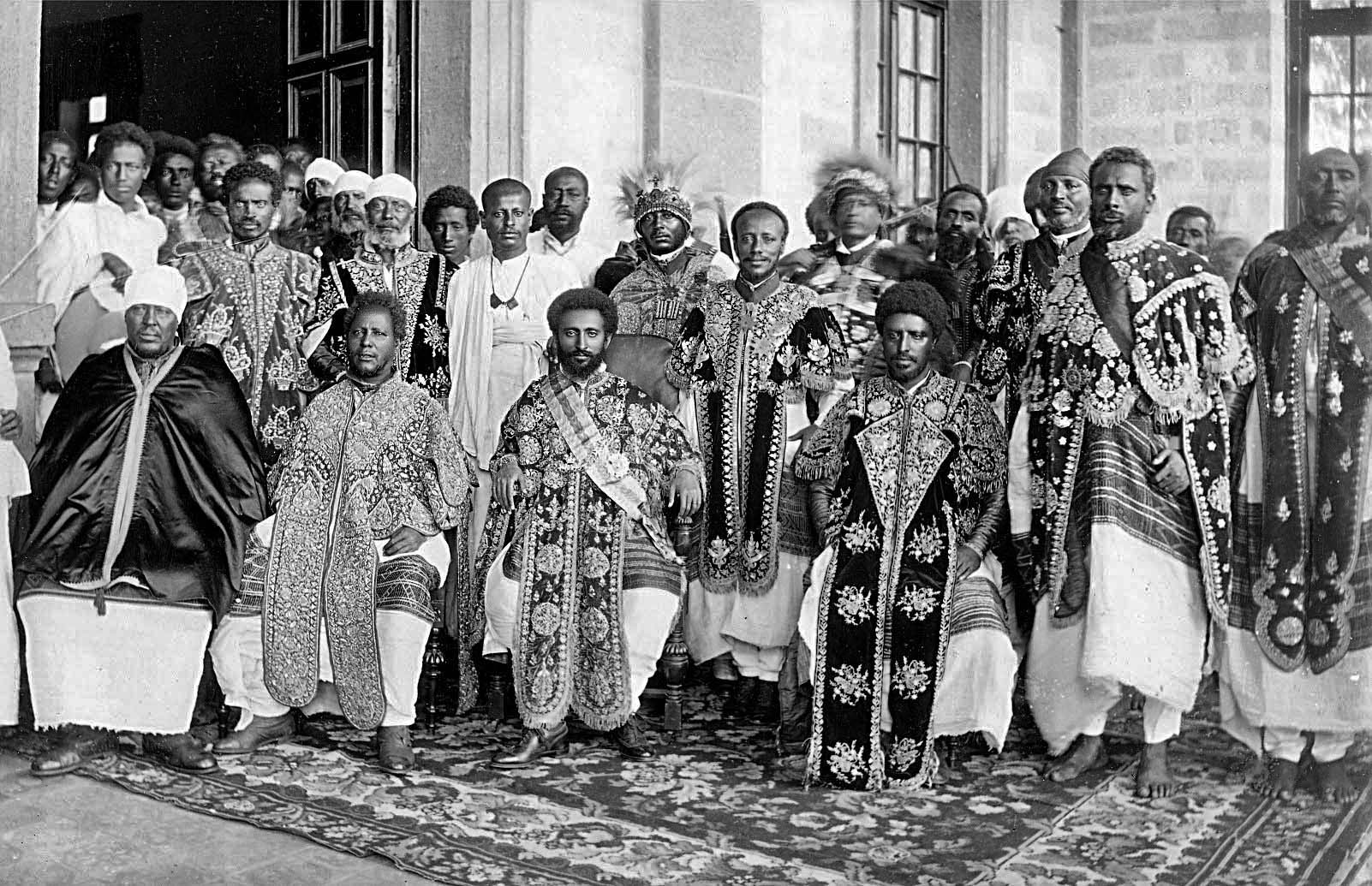
Habte Giyorgis sentado, segundo a partir da esquerda, juntamente com a Corte Imperial